# Григоренко Сергій Ігорович
Григорéнко Сергі́й І́горович (позивний «Йозя»; 8 липня 1992, м. Вознесенськ, Миколаївська область – 8 листопада 2022, с. Терни, Донецька область, Україна) – лейтенант, командир 3 аеромобільного взводу 3 аеромобільної роти аеромобільного батальйону, 25-та окрема повітрянодесантна бригада України (в/ч А1126), Десантно-штурмових військ Збройних сил України, учасник російсько-української війни.

## Життєпис
Сергій Григоренко народився 8 липня 1992 року в місті Вознесенськ (стара назва — Соколи). Мати Григоренко Алла Євгенівна (7 березня 1968 року), батько Григоренко Ігор Анатолійович (12 червня 1970 року), брати Андрій (6 липня 1995 року) та Микола (1 березня 2001 року).
У 2009 році закінчив Вознесенську загальноосвітню школу I-III ступенів № 8, вступив до Національного університету «Одеська політехніка», який закінчив у 2014 році отримавши повну вищу освіту за спеціальністю “Хімічні технології неорганічних речовин“ та здобув кваліфікацію інженера - технолога хімічних технологій.
Також закінчив військову кафедру при університеті, де отримав звання молодший лейтенант.
Після закінчення університету працював:
- ПАТ “Одеському припортовому заводі“ (21 серпня 2014 - 3 квітня 2017) апаратником підготовки сировини та постачання готової продукції та напівфабрикатів 5-го ступеня з виробництва карбаміду;
- ПАТ “Іллічівський олійножировий комбінат“ (11 квітня 2017 - 22 серпня 2017) хіміком лабораторії контролю якості;
- ТОВ “Логістік Оіл“ (23 серпня 2017 - 04 лютого 2022) заступником начальника лабораторії контролю якості;
- з лютого 2022 року стажувався на підприємстві повязаним з електронікою.

## Нагороди
Нагороджено О́рденом Богда́на Хмельни́цького III ступеня (посмертно) за особливі заслуги у захисті державного суверенітету, територіальної цілісності, у зміцненні обороноздатності та безпеки України.

## Військові звання
- Молодший лейтенант (6 вересня 2013);
- Лейтенант (19 липня 2022).

## Військовий шлях
Сергій склав присягу підчас проходження військової кафедри в 79-тій окремій десантно-штурмовій бригаді (в/ч 0224) у 2013 році
20 травня 2022 року в місті Одеса під час мобілізації Сергій був призваний територіальними центрами комплектування та соціальної підтримки на військову службу до 25-тої окремої повітрянодесантної бригади України (в/ч А1126), Десантно-штурмових військ Збройних сил України.
Після п’яти місяців військового вишколу в Одеській, Дніпропетровській, Житомирській областях, його відправили на схід.

## Загибель
Сергій загинув 8 листопада 2022 року від осколку, який призвів до розтрощення голови підчас відсічі і стримування збройної агресії, поблизу населеного пункту Терни Краматорського району Донецької області.
Поховано Сергія у місті Вознесенськ на Центральному міському кладовищі.

## Особисте життя
У Сергія є син – Микита (нар. 1 листопада 2013), народжений підчас першого шлюбу з Бодровою Катериною (розлучені з... року).
3 вересня 2022 року одружився з Григоренко Юлею.